# Adixoa
Adixoa is een geslacht van vlinders uit de familie wespvlinders (Sesiidae), onderfamilie Sesiinae.
Adixoa is voor het eerst wetenschappelijk beschreven door Hampson in 1893. De  typesoort is Aegeria alterna.

## Soorten
Adixoa omvat de volgende soorten:
- Adixoa alterna (Walker, 1865)
- Adixoa leucocyanea (Zukowsky, 1929)
- Adixoa pyromacula Fischer, 2011
- Adixoa tomentosa Schultze, 1908
- Adixoa trizonata (Hampson, 1900)